# Зерова Марія Яківна
Марі́я Я́ківна Зеро́ва, до шлюбу Дудник (7 квітня 1902, Козятин Київської губернії, нині Вінницької області, Україна — 21 липня 1994) — українська науковиця, мікологиня, доктор біологічних наук, старша наукова співробітниця Інституту ботаніки імені М. Г. Холодного Академії наук УРСР. Дружина ботаніка Дмитра Зерова. Мати зоологині Марини Зерової.

## Біографія
Належала до української родини Зерових. Її чоловік — Дмитро Зеров очолював Інститут ботаніки протягом 16 років. Він був молодшим братом Миколи Зерова, перекладача, історика літератури та поета-неокласика. Дочка Марина Зерова, ентомологиня, доктор біологічних наук.
У 1917 році закінчила Маріїнську жіночу гімназію зі срібною медаллю та вступила до Київського медичного інституту. Через хворобу (туберкульоз) після 3-го курсу за порадою лікарів перейшла на біологічний факультет Київського університету (на той час Інститут народної освіти). Там зустріла Зерова Дмитра, з яким одружилася. У 1924 року закінчила біологічний факультет Київського університету та нетривалий час працювала вчителькою у школі.
Вона працювала в Тресті зелених насаджень, Науково-дослідному інституті каучуку і каучуконосів.
1934 р. - до останього дня свого життя - в Інституті ботаніки ім. М. Холодного НАН України науковим співробітником, завідувачкою відділу мікології. 
У 1942 році Зерова захистила кандидатську дисертацію «Плеоморфізм деяких аскоміцетів». В її основу лягли матеріали вивчення онтогенетичних зв'язків аскоміцетів з мітоспорними грибами.
У 1969 році захистила докторську дисертацію на тему: «Дослідження мікрофлори УРСР і мікориза степової частини України».
Померла 21 липня 1994 р. 

## Трудова діяльність
Усе життя Марія Зерова займалася науковою діяльністю, вивчала гриби таксономічних та екологічних груп. Працювала в:
- НДІ цукрових буряків;
- Тресті зелених насаджень;
- Науково-дослідному інституті каучуку каучуконосів. З 1932 року — завідувачка відділу фітопатології НДІ каучуку та каучуконосів.
- З 1934 року і до останнього дня життя, працювала науковою співробітницею Інституту ботаніки імені М. Г. Холодного НАН України. З 1963 по 1972 рік — зав. відділом мікології (утворений у 1931 році[3]) цього інституту, з 1972 по 1994 рік  — старша наукова співробітниця-консультантка.

## Наукова діяльність
У 1930-ті Зерова, досліджуючи мікрофлору та хвороби каучуконосів, використовувала метод чистих культур, виокремила та описала чотири нових види грибів, які увійшли в науку під її іменем:
- Macrosporiym tau-saghyzianum Zerova;
- Phyllosticta tau- saghyziana Zerova;
- Myrothecium transchelianum Zerova & Tropova;
- Melanospora asclepiadis Zerova (експериментально довела факт паразитизму цього виду на Fusarium solani App. & Wr.).

У 1930-40-ті допомогла розв'язати проблему мікотоксикозів, зокрема у встановленні мікофлори міських насаджень на підставі вивчення видового складу грибів — збудників хвороб зелених насаджень.
Досліджувала гриби, що розвиваються на деревних та чагарникових породах, декоративних трав'янистих рослинах, що використовуються для озеленення.
Дала рекомендації, щодо заходів боротьби із захворюваннями дерев, чагарників і трав'янистих декоративних рослин. Вчена провела мікологічне обстеження 160 видів таких рослин і виявила понад 400 видів грибів, ряд яких описані як нові для науки.
У 50-х роках в Інституті ботаніки АН УРСР розпочалися дослідження екологічної групи мікоризних грибів та ендо- і ектотрафної мікоризи чагарників та дерев в степових районах України. Зерова всебічно досліджувала симбіотичні взаємини, що виникають між агорікальними та вищими рослинами.
У 60-х роках Зерова розробляла питання про критерії класифікацій на прикладі сумчастих і агарікальних грибів. Брала активну участь у пошуку додаткових джерел білка. У результаті дослідження на території України виявила додаткові види їстівних грибів. Замість 12 видів запропонувала використовувати до 100 видів.
Також вона брала участь в дослідженнях штучного вирощування ряду видів їстівних грибів.
Від вивчення ектотрофної мікоризи як явища, пов'язаного з вищими базидіальними грибами, Зерова М. перейшла до дослідження їхньої видової різноманітності в Україні, почавши з території Степової зони.
В національному гербарії України при інституті ботаніки (KW) зберігаються близько 1000 видів вищих базидіоміцетів, представлених понад 12 000 зразків, зібраних Зеровою в Степовій зоні.
У 1970-х роках учена застосовувала метод чистих культур до вивчення вищих базидіоміцетів. Ініціювала організацію колекції чистих культур, що стало важливим кроком для розвитку мікології в Україні. Марія Зерова стала першою в науковому дослідженні лікарських грибів в Україні.

## Наукова робота
Марія Зерова провела критико-систематичний аналіз ряду таксонів в ранзі роду Pompholix та Dacryomstra.
Займалася з'ясуванням видової структури роду Inocybe, використовуючи, вперше у Радянському Союзі, метод електронної скануючої мікроскопії. Виявила деталі скульптури оболонки спор у різних видів роду Inocybe, невидимі при використанні світлового мікроскопа, та на підставі цих морфологічних особливостей виділила з досліджуваного роду рід Inocybella Zer.
Брала участь в міжнародних конференціях, мікологічних конгресах, симпозіумах. Читала лекції, щоб запобігти грибним отруєнням. Застерігала про можливість отруєння їстівними грибами в разі накопичення ними шкідливих речовин у забруднених екосистемах.
Ще у 1970 — ті роки Зерова вважала, що у зв'язку з різким погіршенням екологічного стану лісів майбутнє — за промисловим виробництвом їстівних грибів. Ці поради вченої набули особливо важливого значення після Чорнобильської катастрофи.
Марія Зерова займалася підготовкою молодих наукових кадрів, керувала роботами студентів, колег, аспірантів. Створила та підготувала свою наукову школу, що продовжує її справу.

## Творчий доробок
Авторка понад 200 наукових праць, численних статей і низки монографій, присвячених грибам України. ЇЇ книги містять ціні флористичні відомості про шапинкові гриби на території України:
- Науково — популярна книга «Їстівні та отруйні гриби України» (у двох виданнях, 1963 та 1970 р.).
- Книга М. Я. Зерової та С. П. Вассера «Їстівні та отруйні гриби Українських Карпат» побачила світ у 1972 році.
- «Атлас грибів України» був виданий у 1974 році. Цю працю з кольоровими малюнками 550 видів грибів, вчена присвятила пам'яті Дмитра Зерова.

У 60 — ті роки Зерова опублікувала узагальнюючі праці, присвячені питанням класифікації та еволюції аскоміцетів.

### «Визначник грибів України»
З метою створення «Визначника грибів України», з 1946 року мікологи Інституту АН УРСР, проводили флористичні дослідження грибів в різних районах України. Отримані матеріали були основою «Визначника грибів України», писати працю мікологи розпочали наприкінці 50-х років. Перший том «Визначника грибів України» (в 5-ти томах. 7-ми книгах) вийшов в 1967 році. Остання книга у 1979 році.
Зерова була членом цього авторського колективу, вивчала сумчасті, агарикальні та інші гриби. У 2 — му томі репрезентовано численні опрацьовані нею родини аскоміцетів, представників яких виявлено в Україні. До нього увійшли матеріали досліджень вищих базидіоміцетів в регіонах України (Полісся, Лісостеп, Крим). У матеріалах до 3 — го тому вчена здійснила критичну ревізію великих за обсягом і складних родів мітоспорних грибів.

## Нагороди
Зерова Марія Яківна 13 грудня 1983 року, стала лауреаткою Державної премії УРСР у галузі науки і техніки за п'ятитомне в семи книгах видання «Визначник грибів України» (1967—1979).

## Сфера інтересів
Марія Зерова цікавилася фізіологією, біохімією, генетикою, медициною, генетикою людини, різноманітністю людських рас, причинами спадкових хвороб. Пропагувала режим харчування, який рекомендує на сніданок свіжозварену гречану кашу, та включає обов'язкове вживання за півгодини перед їдою чаю, завареного тибетським способом. Зерова обґрунтувала свою систему харчування та дотримувалася її протягом життя.